# Bob Morane (série télévisée)
Pour les articles homonymes, voir Bob Morane (homonymie).
Bob Morane ou Les Aventures de Bob Morane est une série télévisée française en 26 épisodes de 26 minutes, en noir et blanc, réalisée par Robert Vernay d'après le personnage éponyme créé par Henri Vernes. Cette série a été diffusée à partir du 28 mars 1965 sur la deuxième chaîne de l'ORTF et rediffusée en 1972 sur la première chaîne de l'ORTF, en 1988 sur la Cinq et en 1989 sur Antenne 2, dans l'émission Éric et compagnie.
Au Québec, elle a été diffusée à partir du 7 septembre 1965 à la Télévision de Radio-Canada.

## Synopsis
Cette série met en scène les aventures de Bob Morane, l'homme aux « quarante victoires aériennes », à la fois journaliste, ingénieur, expert en armes et en arts martiaux, qui prend, souvent avec l'aide de son grand ami Bill Ballantine, la défense chevaleresque d'une victime en affrontant dictatures, dangereux mégalomanes et sociétés secrètes à travers le monde et, occasionnellement, le Temps.

## Distribution
- Claude Titre : Bob Morane
- Billy Kearns : Bill Ballantine

## Invités
- Anne Carrère
- Claude Cerval
- Raoul Delfosse
- Jean Franval
- Jean Gras
- Med Hondo
- Herbert Knippenberg
- Reinhard Kolldehoff
- Philippe Mareuil
- Claire Maurier
- Günter Meisner
- Jean Michaud
- Maryse Guy Mitsouko
- Pierre Repp
- Pierre Risch
- Pascale Roberts
- Robert Rollis
- Tayeb Saddiki
- Jean Saudray
- Katrin Schaake
- Robert Vidalin

## Épisodes
| Saison 1: 1. Le Cheik masqué ( I ) 2. Rafale en Méditerranée ( M ) TRAFIC AUX CARAÏBES 3. Le Témoin ( I ) 4. Le Prince ( I ) 5. Le Tigre des lagunes 6. Le Club des longs couteaux 7. La Galère engloutie 8. Le Démon solitaire 9. Complot à Trianon ( I ) 10. La Voix du mainate 11. Échec à la Main Noire 12. Les Semeurs de foudre 13. La Vallée des brontosaures | Saison 2: 1. Le Temple des crocodiles 2. Mission pour Montellano ( M ) MISSION POUR THULÉ 3. Le Lagon aux requins 4. La Fleur du sommeil 5. Les Forbans de l'or noir ( I ) 6. Le Dragon des Fenstone 7. L'Héritage du flibustier 8. La Cité des sables 9. Les Joyaux du Maharadjah ( R ) 10. Le Gardian noir ( I ) 11. Mission à Orly ( R ) 12. Le Camion infernal ( R ) 13. La Rivière de perles ( R ) |

 ( I ) : épisode inédit

( M ) : épisode basé sur un roman modifié de Henri Vernes

( R ) : épisode repris en romans

## Commentaires
Cette série s'inspire du film L'Espion aux cent visages, tourné en 1960, qui, pour la première fois, mettait en scène Bob Morane.
À noter qu'Henri Vernes a choisi le nom de son héros d'après celui que l'on donne aux jeunes Masaïs lorsqu'ils deviennent des guerriers.

## Tournage
L'épisode Rafale en Méditerranée a été tourné à Sète dans l'Hérault. On y voit la ville et le port de Sète, le pont de la victoire en mouvement, la place Delille avec le garage Tarteret, la maison de la santé, un navire de la compagnie Schiaffino...

## DVD
Il existe 2 coffrets DVD de cette série diffusée par L.C.J. Editions Et Productions :
- Le premier coffret reprend les treize épisodes de la saison 1, un documentaire sur l'auteur des aventures de Bob Morane : Henri Vernes (60 min), une biographie de Henri Vernes, la filmographie de Claude Titre et de Billy Kearns (interprétant respectivement Bob Morane et Bill Ballantine).
- Le deuxième coffret les treize épisodes de la saison 2 et les mêmes bonus que le premier coffret.